# 姜仓·达木丁苏伦
姜仓·达木丁苏伦（1899年—1938年），蒙古族，賽音諾顏部右末旗（今蒙古国扎布汗省伊德尔地区）人，蒙古政治家，曾在1927年至1929年担任蒙古人民共和国国家元首。

## 生平
达木丁苏伦生于賽音諾顏部右末旗（蒙古人民共和国早期称为「車車爾勒格曼达尔省」，今蒙古国扎布汗省伊德尔（Ider）地区）。自8岁起，达木丁苏伦开始学习藏文。他在12岁時开始在一座蒙古包（ger）学校学习旧蒙古文。16岁起，达木丁苏伦在旗印务处（即基层行政机关）担任文书。1923年起，达木丁苏伦开始在扎布克朗特（Javkhlant，乌里雅苏台城）的省政府辦公室担任文书，随后被任命为一个新成立的农村地区行政机关的领导人。
1925年，达木丁苏伦当选为蒙古革命青年联盟第四次代表大会的地方代表，并在大会上当选为蒙古革命青年联盟主席团成员及中央委员会执行委员。1926年，达木丁苏伦在蒙古革命青年联盟第五次代表大会上当选为蒙古革命青年联盟中央委员会主席，在蒙古人民革命党第五次代表大会上当选为中央委员会候补委员，国家大呼拉尔选举他担任国家小呼拉尔成员。
1927年，在蒙古革命青年联盟第六次代表大会上，达木丁苏伦继续当选为蒙古革命青年联盟中央委员会主席，蒙古人民革命党第六次代表大会选举他为中央委员会委员，中央委员会又选举其为主席团成员。此外，国家小呼拉尔选举其担任国家小呼拉尔主席团主席，任期自1927年11月16日至1929年1月23日。
1928年12月至1929年1月举行的第五届国家大呼拉尔任命达木丁苏伦为代理总理，并担任农业部部长。1928年举行的蒙古革命青年联盟第七次代表大会解除了其蒙古革命青年联盟中央委员会主席的职务。当农业部于1929年被拆分时，达木丁苏伦出任首任畜牧部部长。1930年，蒙古人民革命党第八次代表大会解除了其蒙古人民革命党中央委员会主席团成员职务，达木丁苏伦出任中央委员会宣传部秘书处秘书长。
从1930年至1931年，在建立公社的运动中，达木丁苏伦回到扎布汗省担任一个公社的书记，后来担任一个集体农庄（khamtral）的主任。从1931年至1934年，达木丁苏伦在乌兰巴托工作，担任蒙古合作社的秘书长、书记，但他又一次回到扎布汗省担任地方生产合作社的一个部的部长。从1934年至1938年，达木丁苏伦任扎布汗省政府第二副省长、畜牧部部长。
1938年，达木丁苏伦被错误指控为反革命分子而遭到逮捕并被处决。1959年，达木丁苏伦获得平反。